# Fort III Twierdzy Warszawa

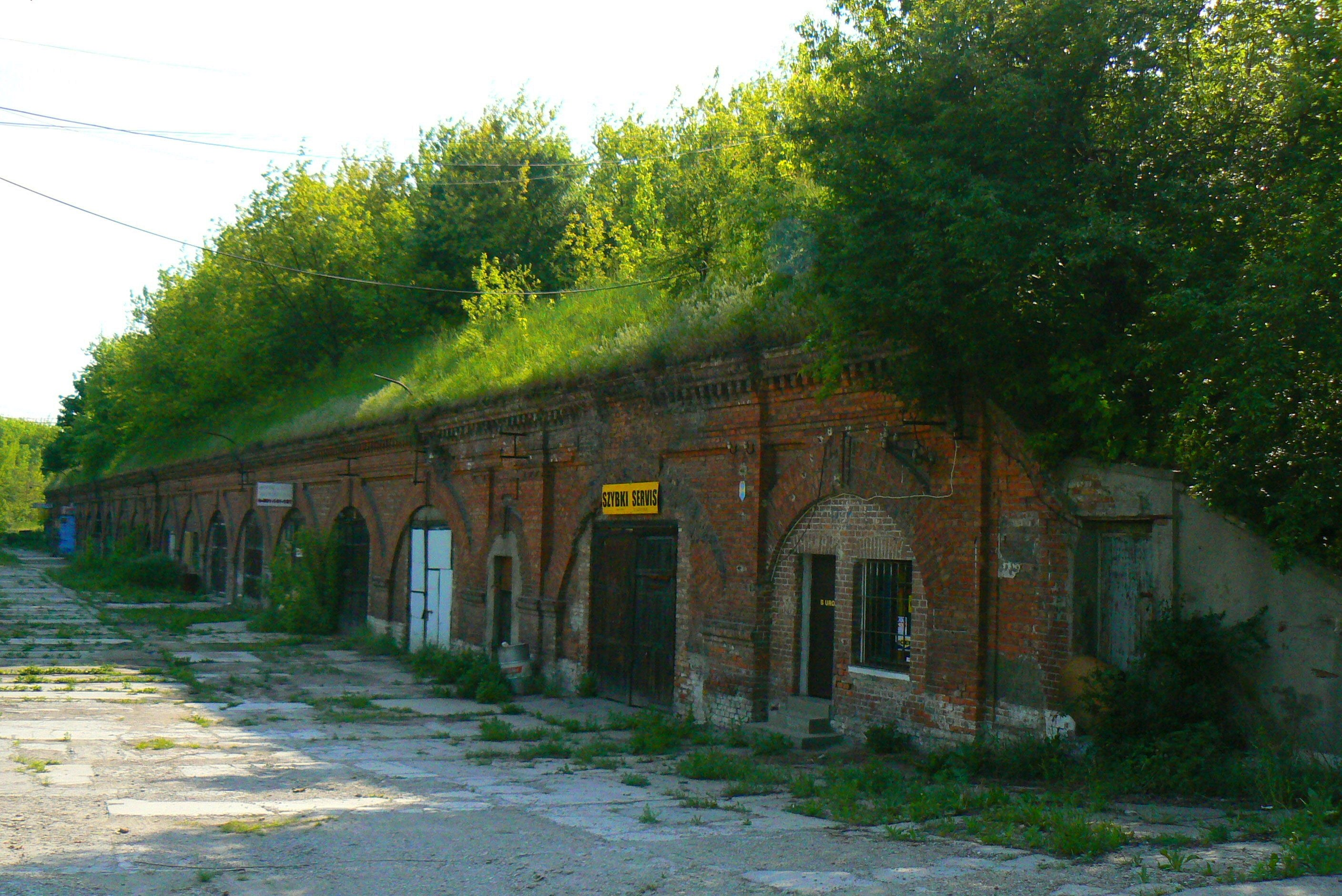
Fort Blizne, maj 2007

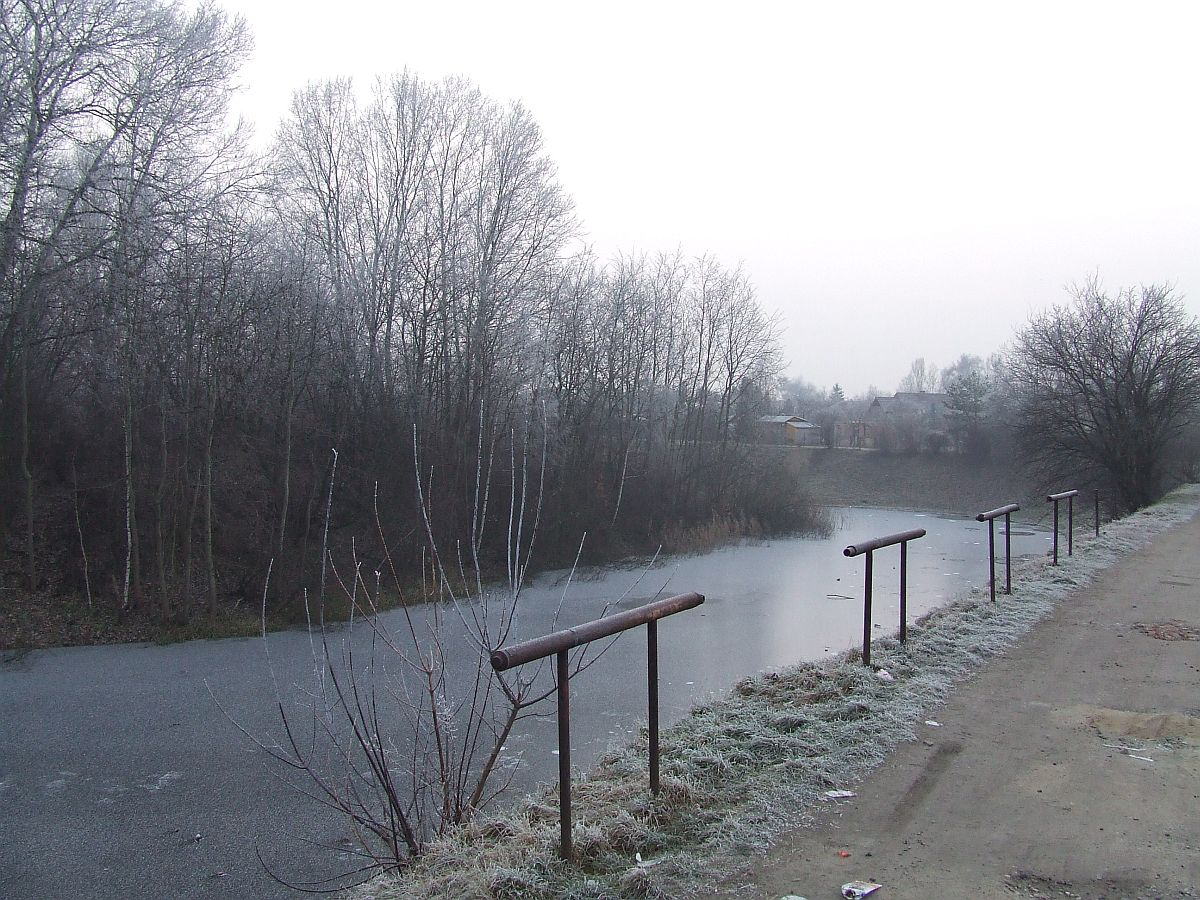
Fosa i wały fortu Blizne

Fort III („Blizne”) – jeden z fortów pierścienia zewnętrznego Twierdzy Warszawa, wybudowany w latach 80. XIX wieku. Poprzednim w kolejności jest wysunięty przed linię fort IIA „Babice”, zaś następnym fort IV „Chrzanów”.

## Historia
Umocnienie wybudowano na planie pięcioboku z rawelinem osłaniającym kaponierę czołową – jest to dobrze widoczne na fotografii satelitarnej. Fort posiadał ceglane koszary. Otoczony był mokrą fosą, mimo to posiadał wykonane z betonu kaponiery. W czasie likwidacji twierdzy po 1909 roku kaponiery zostały wysadzone (ich ruiny zachowały się). W centralnej części fortu, na osi głównej poterny, znajduje się również betonowy schron przeciwlotniczy z późniejszego okresu.
Podczas obrony Warszawy we wrześniu 1939 roku dowódca oddziału obsadzającego fort opuścił pozycje bez stawienia dostatecznego oporu Niemcom, za co został oddany pod sąd polowy.
Fort jest wpisany do rejestru zabytków jako: Fort III Blizne-Groty, ul. Lazurowa 187 poł. XIX, nr rej.: 10-A z 24.05.2001.
Fort jest własnością prywatnego właściciela.